# Melón
Melón ist eine spanische Gemeinde (Concello) mit 1.109 Einwohnern (Stand: 2024) in der Provinz Ourense der Autonomen Gemeinschaft Galicien.

## Geografie
Melón liegt im Westen der Provinz Ourense und ca. 35 Kilometer westsüdwestlich der Provinzhauptstadt Ourense in einer durchschnittlichen Höhe von ca. 455 m. Durch die Gemeinde führt die Autovía A-52.

## Bevölkerungsentwicklung der Gemeinde
Quelle: INE-Archiv – grafische Aufarbeitung für Wikipedia

## Gemeindegliederung
Die Gemeinde Melón ist in zwei Parroquias gegliedert:
| Parroquias | Patrozinium | Einwohner 2024 | Fläche km² | Dichte Einw./km² | Höhe msnm | Ortskennzahl |
| ---------- | ----------- | -------------- | ---------- | ---------------- | --------- | ------------ |
| Melón      | Santa María | 490            | 25,99      | 19               | 453       | 32046010000  |
| Quins      | Santa María | 633            | 27,26      | 23               | 385       | 32046020000  |

## Wirtschaft
| Ackerbau, Viehzucht und Fischerei                                                  | 019 | 06,23  |
| Industrie                                                                          | 066 | 021,64 |
| Bauwirtschaft                                                                      | 029 | 09,51  |
| Dienstleistungsbetriebe                                                            | 191 | 062,62 |
| Total                                                                              | 305 | 100,00 |
| * Daten aus dem Statistischen Amt für Wirtschaftliche Entwicklung in Galicien, IGE |     |        |

## Sehenswürdigkeiten
- Kloster Melón, um 1142 gegründete Zisterzienserabtei, 1835 aufgelöst
- Marienkirche in Quines

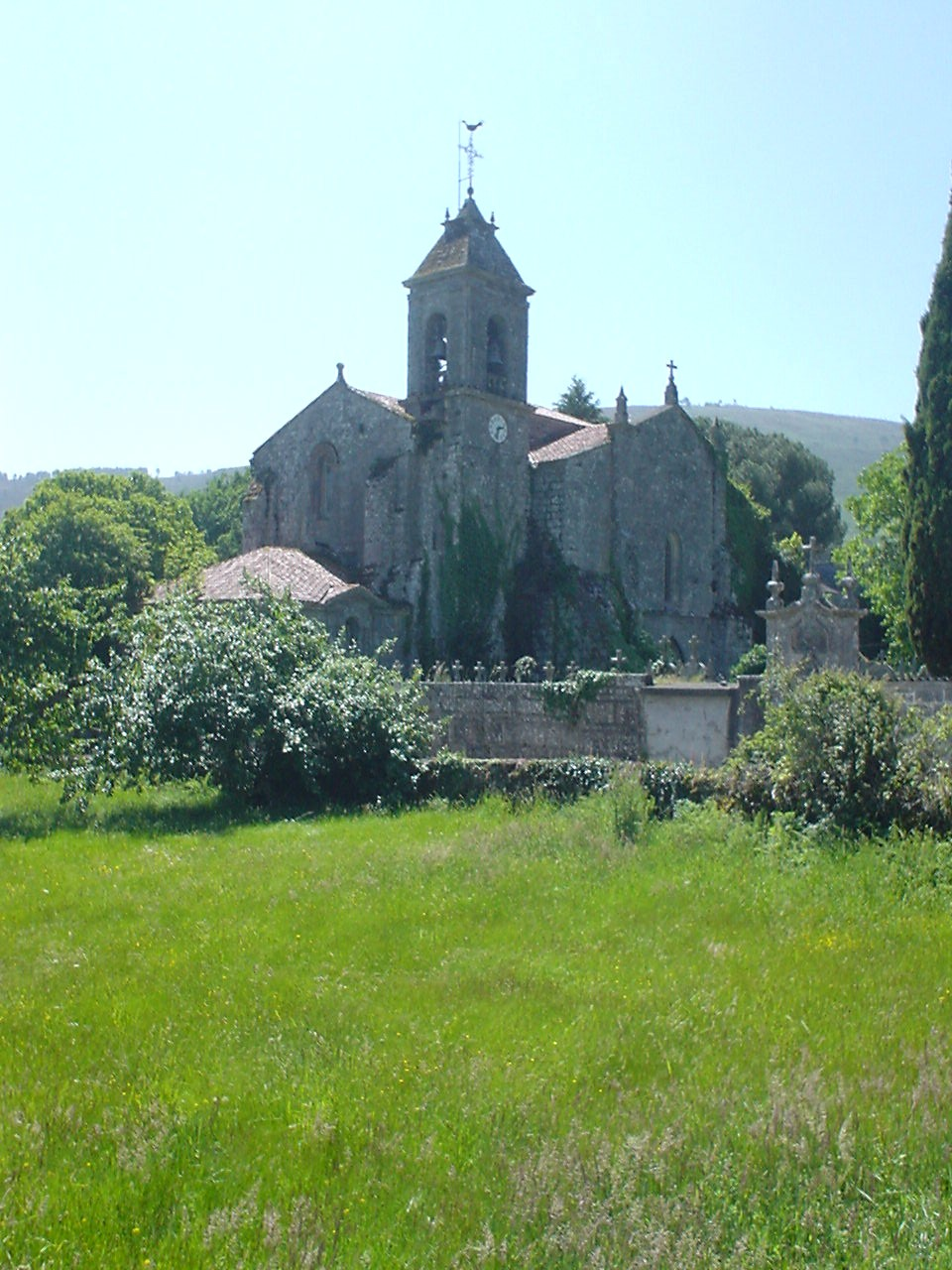
Kloster Melón
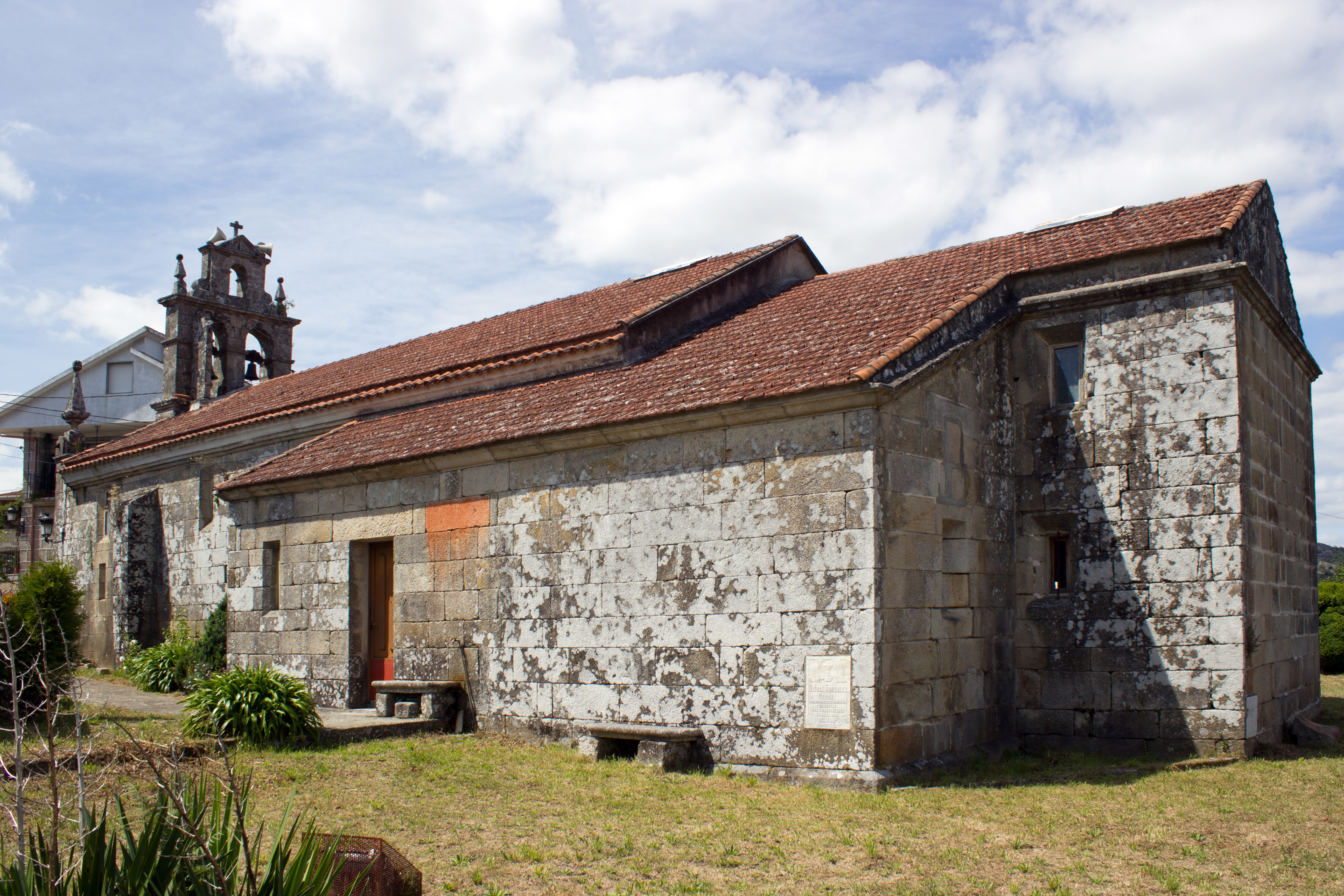
Marienkirche von Quines